# Эвкриптодиры
Эвкриптодиры (лат. Eucryptodira) — вымершая клада черепах из подотряда Скрытошейные черепахи. Жили во времена юрской — палеоценовой эпох (182,7—56,8 млн лет назад). Ископаемые остатки известны из отложений Европы, Азии, Африки, Южной и Северной Америки.

## Классификация
- Семейство Nanhsiungchelyidae Yeh, 1966 — Наньсюнхелииды[3], или нансюнгхелииды[4]
  - Kharakhutulia kalandadzei Sukhanov et al., 2008 — вид черепах, живших в верхнем меловом периоде (около 95 млн лет назад) на территории Монголии.
- Семейство Sandownidae Tong & Meylan, 2013
  - Angolachelys mbaxi Mateus et al., 2009
  - Sandownia harrisi Meylan et al., 2000 — Сандовния[5]
- Семейство Sinemydidae Yeh, 1963 — Синэмидиды
- Семейство Sinochelyidae Chkhikvadze, 1970